# 西部警長凱莉
西部警長凱莉(Sheriff Callie's Wild West)是一部音樂喜劇卡通，於2013年時在迪士尼少年頻道播出。

## 故事情節
在狂野的西部有一個親切友善鎮，裡面住著許多由動物擬人化的角色，他們都相當友好，但偶爾也發生衝突，此時三毛貓警長「凱莉」，啄木鳥副警長「佩克」和獄卒仙人掌「多比」就會挺身而出解決問題，教大家友好的相處之道。

## 角色
- 警長凱莉

故事的主角，一隻頭戴粉紅牛仔帽的女性三毛貓，她有高超的騎術和魔法般的套索技術，總是能解決問題。坐騎是深藍色的馬「百奇」。
- 副警長佩克

一隻紅色的啄木鳥，經常和多比一起行動。頭戴卡其色警帽，性格有些自傲。
- 多比

一棵綠色的仙人掌，佩克最好的朋友。性格樂觀但有些幼稚和脫線。
- 土撥鼠省長

- 賓叔叔

雜貨店的老闆，一隻兔子。
- 艾拉

經營牛奶店的母牛。
- 臭臭農夫

一隻臭鼬農夫
- 普希拉

愛種花的貴婦，是一隻臭鼬。
- 小黑、小灰

一對豬兄弟，是礦工。
- 芙莉達

一隻狐狸女牛仔，有著和警長凱莉不相上下的騎術。經常不在親切友善鎮。
- 龜爺爺

一隻烏龜，是登場角色中最年長的。
- 松鼠三胞胎

神出鬼沒的三胞胎，故事每進行到一個段落時就會登場用簡短的歌詞說明狀況，但不會干涉故事的進行。